# Schloss Irnharting

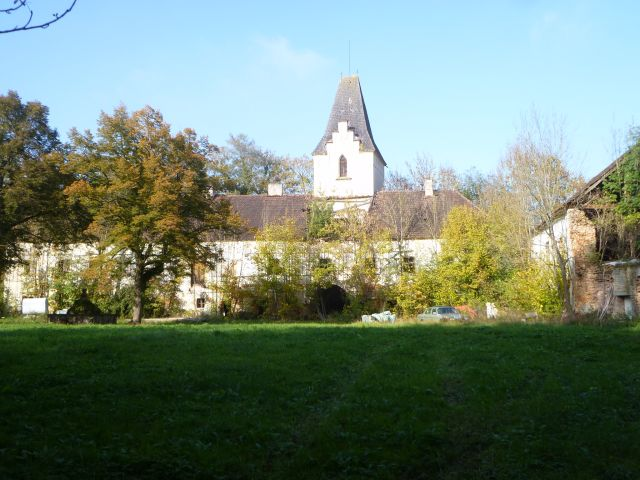
Schlosskomplex mit Turm

Schloss Irnharting ist ein ehemaliges Wasserschloss in der  Ortschaft Irnharting in der oberösterreichischen Marktgemeinde Gunskirchen, Bezirk Wels-Land. Die gesamte Schlossanlage samt Herrenhaus, einem Brunnen, einer Nepomukstatue und dem Mausoleum der Familie Uitz stehen unter Denkmalschutz (Listeneintrag).

## Geschichte

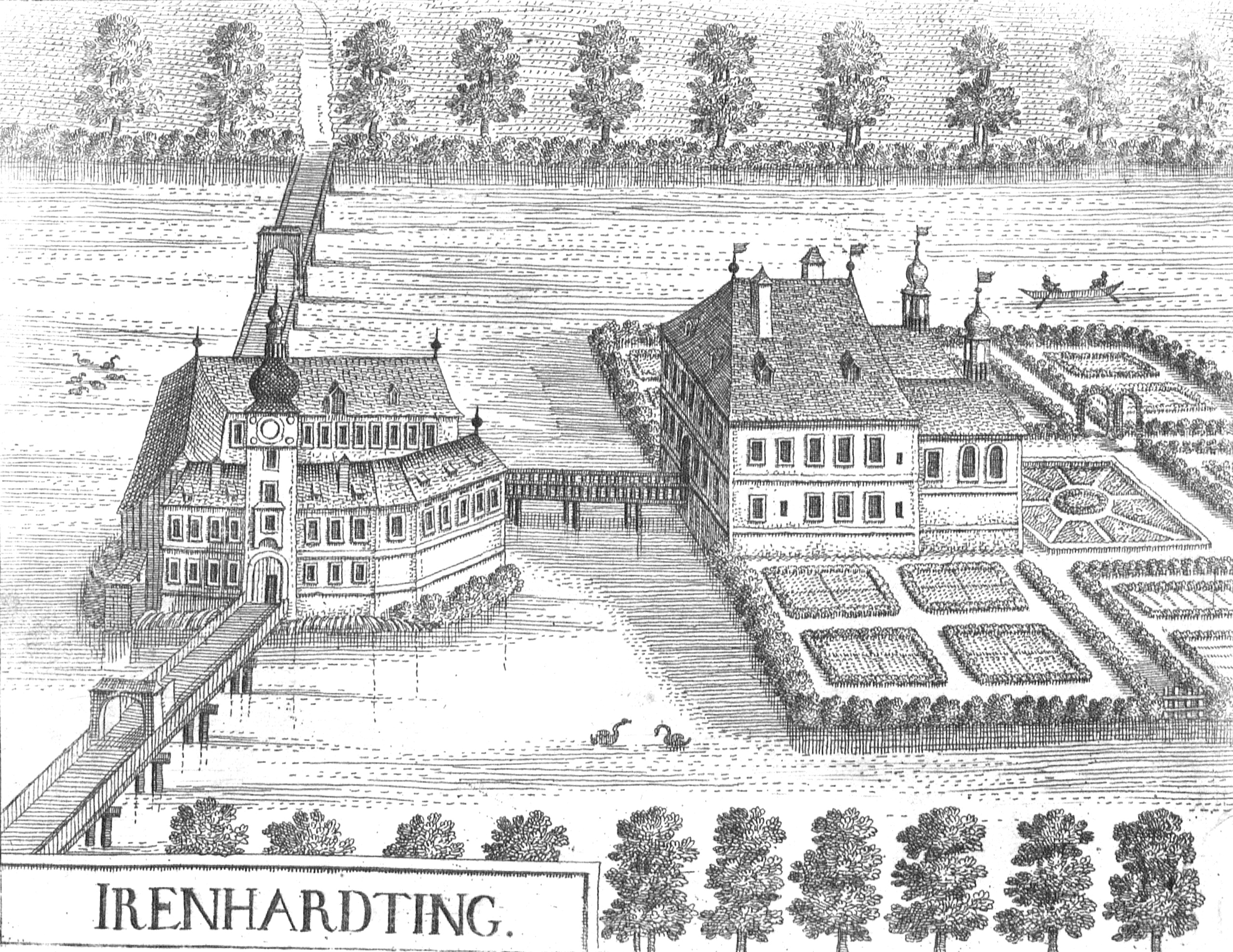
Schloss Irnharting um 1674, Stich von Georg Matthäus Vischer

Am 14. August 1349 wurde das "Haus ze Yermhärting" erstmals erwähnt. Es war im Besitz des Ulrich von Thann. 1399 verlieh der Passauer Bischof Georg von Passau dem Hans Meurlin und seinen Erben Irnharting zu Lehen. Wolf Oberheimer besaß in der zweiten Hälfte des 15. Jahrhunderts Irnharting. 1479 ging der Besitz Irnhartings an die Polheimer und 1551 an Freiherrn Alexander Schifer. Das prächtige Wasserschloss wurde jedoch während der Bauernkriege verwüstet und geplündert und kam 1632 in den Besitz des Freiherrn Johann Paul Spindler. Er ließ Schloss und Kapelle wieder vollständig herstellen. Um 1750 hatte Irnharting bereits 240 Untertanen. Das Schloss blieb im Besitz des Grafen Spindler und seinen Erben. Der letzte Herrscher war Graf Maximilian Spindler. 1805 gelangte die Herrschaft Irnharting an den Religionsfonds, von dem es 1806 Josef von Pflachner erwarb. Nachdem dieser abgewirtschaftet hatte, wurde es 1827 an Julius von Schmelzing versteigert. Diese Familie behielt den Besitz bis 1873, ihnen folgte Friedrich Steininger, der aber vier Jahre später den Besitz an Karl Uitz verkaufte. Von diesem erwarb die Familie Fischer von Ankern das Schloss. Heute ist es im Besitz von Josef Fischer-Ankern aus Niederösterreich, der im Herrenhaus wohnt und den Dreikanthof als Wirtschaftsgebäude verwendet.

## Beschreibung

### Äußeres

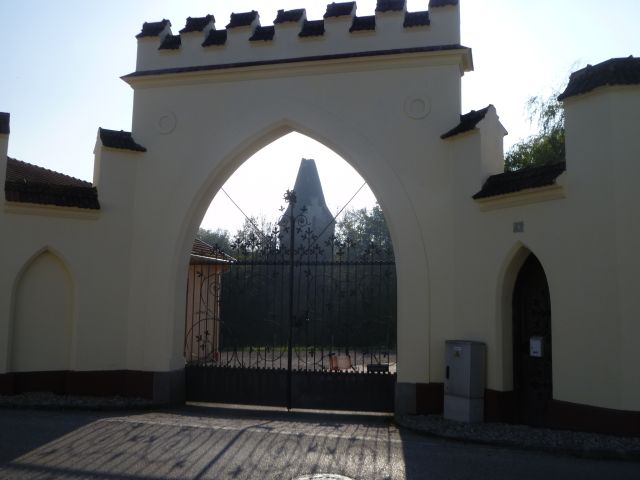
Eingangstor

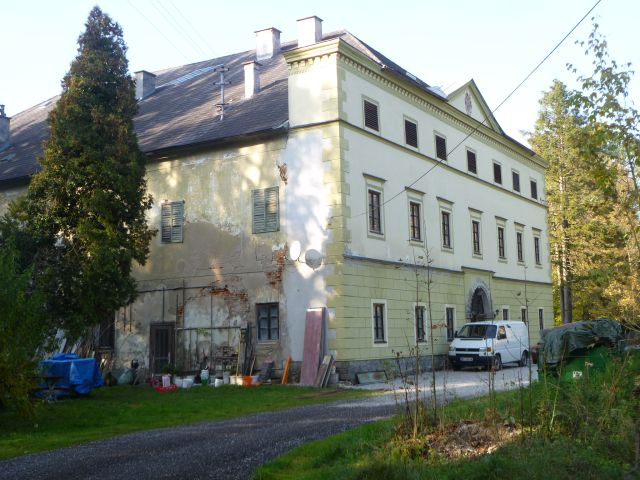
Herrenhaus

Das Schloss besteht aus zwei Gebäudekomplexen, die vormals in einem großen Teich auf zwei Inseln standen. Der Teich ist bis auf unbedeutende Reste verschwunden.
1533 wurde der Turm sowie ein dreikantiger Hof errichtet, der auf einer Seite offen und im 18. und 19. Jahrhundert noch in Mietwohnungen unterteilt war. Der vordere Schlosskomplex mit Turm war ein dreiflügeliger Bau; der Fronttrakt steht heute leer, die angebauten Flügel dienten als Wirtschaftshof. Der Turm steht annähernd in der Mitte des Fronttraktes, wobei sein Fuß als Torhalle ausgebaut ist. Ursprünglich war dies der einzige Zugang zu dem Schloss. Eine gemauerte Brücke überspannt den Graben zu dem früheren Wasserschloss.
Der zweite Schlosstrakt, ehemals ebenfalls eine hufeisenförmige Anlage, wurde durch Umbauten geschlossen und überdacht. 1640 wurde dieses Herrenhaus errichtet. Es stellt heute das eigentliche bewohnte Schloss dar, der hintere Schlosskomplex wurde beinahe völlig zerstört, später zu zwei großen Hallen für die alljährliche Mostkost Irnharting ausgebaut. 1762 entstand eine dreigiebelige Scheune, die jetzt für eine Firma umgebaut wurde, die Biomasse u. a. Hackschnitzel herstellt. Auf dem Herrenhaus ist heute noch das Wappen der Grafen Spindler zu sehen. Etwas außerhalb vom Ort steht die Schlosskirche Irnharting, das so genannte Mausoleum, in der alle ehemaligen Besitzer begraben sind.
In der Bittwoche im Jahre 1865 brannte durch eine Unachtsamkeit beinahe das gesamte Schloss ab. Am stärksten wurde der Schlossturm beschädigt. Der Turm hatte ursprünglich eine barocke Haube, nach der Zerstörung durch den Brand wurde der Turm mit einem Walmdach versehen, die Turmuhr sowie die Glocken wurden entfernt und die Höhe des Turms wurde verkleinert. In den letzten Jahren wurde nur das Herrenhaus regelmäßig renoviert und es ist nach wie vor noch sehr gut erhalten. Heute gleicht der dreikantige Hof mit dem Turm einer Ruine, da er seit knapp 200 Jahren nicht mehr renoviert wurde. Ein Teil der Dächer ist eingestürzt und sollte dringend erneuert werden; auch sonst macht der Bau einen heruntergekommenen Eindruck. Ein von einem Selchschrank ausgehender Brand führte am 13. Juli 2019 zu weiteren Schäden an der Ruine.
Das Schloss befindet sich in Privatbesitz; Besuchern wird der Zugang verwehrt.

### Inneres
Das Herrenhaus besteht aus einer Eingangshalle, einem zweistöckigen Rittersaal und mehreren Zimmern. Im Jahr 1971 wurde das komplette Innenleben entfernt und restauriert. An der Nordseite befindet sich ein 3 × 3 Meter großes Fenster, wodurch man eine herrliche Aussicht auf den hinteren Schlossteich sowie auf die noch letzten erhaltenen Teile des Schlossgartens genießen kann.

## Sage von Irnharting
Zwei Edelfräulein ritten einmal im Jahre 1329 aus und verirrten sich im Wald westlich von Gunskirchen. Sie baten Gott um Hilfe und versprachen den Bau einer kleinen Kirche. Bald wurden sie gefunden und gerettet. Zum Dank ließ ihr Vater ein Kirchlein erbauen und daneben ein prächtiges Schloss.